# Арнольд Федір Карлович
Фе́дір Ка́рлович Арно́льд (17 грудня 1819 — †8 березня 1902) — директор Петровської землеробської і лісової академії в Москві.

## Біографічні відомості
Закінчив Лісовий інститут (1831) у Петербурзі, був лісничим у Вятській губ. (1842), керував таксаційними роботами в Бузулуцькому бору, Криму та ін. районах, працював у Лісовому департаменті, проф. Лісового (з 1857) і Землеробського (з 1866) інститутів, з 1876 по 1883 — директор Петровської землеробської і лісової академії в Москві.
В 1883 повертається до Петербурга, де працює членом ради М-ва держ. майна і проф. Лісового інституту.

## Праці
Автор праць з історії лісівництва, лісової таксації, підручників з лісівництва, лекцій про сипучі піски, про господарство в російських лісах та ін.
Його праця «Російський ліс» в 3 т. (2 вид., 1893—97) — капітальне зведення про ліси і лісове господарство Росії.
Арнольд склав карту державних лісів європейської Росії, брав активну участь у лісорозведенні в степах України.